# Dorothea, La fille du pasteur
Pour plus de détails, voir Fiche technique et Distribution.
Dorothea, La fille du pasteur (Dorothea Angermann) est un film allemand réalisé par Robert Siodmak et sorti en 1958.

## Synopsis
Dorothea est la fille d'un pasteur de campagne de Silésie intolérant. Elle fait son apprentissage dans un grand hôtel de la ville, où un timide bibliothécaire lui fait la cour. Elle se fait violer par le cuisinier de l'hôtel, avec qui son père l'oblige à se marier. Elle finit par empoisonner son mari.

## Fiche technique
- Titre original : Dorothea, La fille du pasteur
- Réalisation : Robert Siodmak
- Scénario : Herbert Reinecker d'après une pièce de Gerhart Hauptmann
- Production : Robert Herlth[2]
- Photographie : Georg Krause[3]
- Musique : Siegfried Franz
- Montage : Walter Boos
- Durée : 106 minutes
- Dates de sortie: 
  - 22 janvier 1959 ( Allemagne de l'Ouest)

## Distribution
- Ruth Leuwerik : Dorothea Angermann
- Bert Sotlar : Michael Sever
- Alfred Schieske : Pastor Angermann
- Kurt Meisel : Mario Malloneck
- Edith Schultze-Westrum : Frau Lüders
- Alfred Balthoff : Weiss
- Monika John : Rosa
- Ursula Herwig : Irene
- Ernst Konstantin : Gerichtsvorsitzender
- Holger Hagen : Verteidiger
- Heliane Bei : Wally
- Claudia Gerstäcker : Irmgard
- Wilmut Borell : Staatsanwalt
- Walter Sedlmayr : Willi

## Critiques
Pour Hervé Dumont, ce film « est un drame naturaliste plutôt tardif ». L'auteur de la pièce, Hauptmann, s'attache plus aux données freudiennes et au déterminisme sociologique qu'à la critique sociale. Siodmak, qui avait vu la pièce à Berlin en 1926, entreprend la réalisation dans ses studios de Divina-Film, mais le choix de confier le scénario à Herbert Reinecker ne s'avère pas judicieux, et le film est un échec.